# Szakmarai
A szakmarai a kora perm földtörténeti kor négy korszaka közül a második, amely 293,52 ± 0,17 millió évvel ezelőtt (mya) kezdődött az asszeli korszak után, és 290,1 ± 0,26 mya zárult az artyinszki korszak kezdetekor.
Nevét az Urál-hegységi Szakmara folyóról kapta. Az elnevezést Alekszandr Petrovics Karpinszkij orosz geológus vezette be a szakirodalomba 1874-ben. Ekkor még az artyinszki korszak alkorszakának tekintették, de ma már önálló korszakként határozzák meg.

## Meghatározása
A Nemzetközi Rétegtani Bizottság meghatározása szerint az szakmarai emelet alapja (a korszak kezdete) a Streptognathodus postfusus konodontafaj megjelenésével kezdődik. Az emelet tetejét (a korszak végét) a Sweetognathus whitei és a Mesogondolella bisseli konodontafajok megjelenése jelzi.